# Леопольд Фуггер фон Бабенгаузен
Граф Леопольд Генріх Карл Фрідріх Марія Фуггер фон Бабенгаузен (нім. Leopold Heinrich Karl Friedrich Maria Graf Fugger von Babenhausen; 18 липня 1893, Еденбург, Австро-Угорщина — 8 липня 1966, Гамбург, Німеччина) — німецький офіцер, генерал-майор люфтваффе (30 січня 1945).

## Біографія
Син оберста князя Карла Георга Фуггера фон Бабенгаузена (1861–1925), камергера Франца Йосифа I, і його дружини, власниці віденського салону Елеонори, уродженої принцеси цу Гогенлое-Бартенштайн (1864–1945).
27 січня 1913 року вступив у драгунський полк «Король» (2-й Вюртемберзький) № 26 Вюртемберзької армії. Після початку Першої світової війни служив офіцером ескадрону та командиром взводу на Західному фронті. В липні 1915 року перейшов в авіаційний корпус, де пройшов підготовку спостерігача і згодом служив у 31-му відділі польової авіації. Після закінчення війни 2 січня 1919 року залишив військову службу.
1 жовтня 1935 року вступив в люфтваффе. Спочатку до кінця року відвідував курси аерофотозйомки у Гільдесгаймі. З січня 1936 по січень 1938 року — офіцер з підготовки в штабі 3-ї авіаційної області в Берліні. З липня до кінця жовтня 1937 і з січня 1938 року до кінця серпня 1939 року служив в штабі легіону «Кондор». Після повернення в Німеччину призначений консультантом центрального відділу Імперського міністерства авіації, де він працював консультантом до кінця серпня 1939 року. В 1939 році — військовий радник нацистського пропагандистського фільму Карла Ріттера «У боротьбі зі світовим ворогом».
З початком Другої світової війни 1 вересня 1939 року отримав статус офіцера для особливих доручень і до середини 1940 року був відряджений в район аеропорту Нойштадт. З 19 січня 1940 по липень 1942 року — 2-й офіцер Генштабу квартирмейстера 4-го повітряного флоту. З липня 1942 року — комендант району аеропорту 1 в 17-му військовому окрузі, з січня 1943 року — району аеропорту у 8-му військовому окрузі, з липня 1943 року — району аеропорту 6 в 4-му військовому окрузі. В травні 1945 року — начальник штабу протитанкової оборони 8-ї авіаційної області. 7 травня 1945 року його взятий в полон радянськими військами, утримувався в таборі для військовополонених 5110/48 у Войково. 17 грудня 1949 року військовим трибуналом військ МВС Білоруського військового округу засуджений до 25 років таборів. 25 червня 1955 року звільнений

## Сім'я
В 1924 році Фуггер одружився у Відні з графинею Верою Чернін фон Худеніц (1904–1959). В пари народились четверо дітей. Шлюб був розірваний у 1936 році та анульований церквою у 1937 році. В червні 1938 року Вера вийшла заміж за колишнього канцлера Австрії Курта Шушніга, який на той час був ув'язнений нацистами.

## Нагороди
- Залізний хрест 2-го і 1-го класу
- Нагрудний знак пілота-спостерігача (Пруссія)
- Хрест «За військові заслуги» (Австро-Угорщина) 3-го класу з військовою відзнакою
- Орден «За військові заслуги» (Вюртемберг), лицарський хрест (8 червня 1917)[3]
- Королівський орден дому Гогенцоллернів, лицарський хрест з мечами (листопад 1917)[4][5]
- Орден Фрідріха (Вюртемберг), лицарський хрест 2-го класу з мечами (6 червня 1918)[4][5]
- Пам'ятний знак пілота (Пруссія)
- Почесний хрест ветерана війни з мечами
- Медаль «За вислугу років у Вермахті» 4-го класу (4 роки)
- Іспанський хрест в бронзі
- Хрест Воєнних заслуг 2-го класу з мечами